# Gaspard-César-Charles de Lescalopier
Gaspard-César-Charles de Lescalopier, né le 19 mai 1706 et mort le 22 novembre 1792, est un magistrat et administrateur français, intendant de la généralité de Tours.

## Biographie
Fils de l'intendant César-Charles de Lescalopier, il est conseiller au parlement de Paris en 1727, maître des requêtes en 1733, intendant de la généralité de Montauban (1740-1756) puis de celle de Tours (1756-1766), conseiller d'État en 1766.

## Sources
- Jacques de Drouas, Un intendant sous le règne de Louis XV, Gaspard César Charles Lescalopier 1706-1792, 2001